# Diatopia
La diatopia (termine formato con il prefisso greco δια-, dia-, che suggerisce differenziazione, e il sostantivo τοπος, topos, "luogo") è una variabile sociolinguistica relativa al mutare dei fatti linguistici nello spazio, secondo una prospettiva geografica (quindi la considerazione della diversa provenienza o posizione geografica del parlante osservabile nel sistema di una lingua).
Le differenziazioni dialettali dell'italiano costituiscono un ottimo esempio di varianti diatopiche.
Gli altri parametri che determinano la variazione linguistica sono:
- la diacronia, in rapporto al tempo;
- la diastratia, in rapporto alla condizione sociale dei parlanti;
- la diamesia, in rapporto al mezzo;
- la diafasia, in rapporto alla situazione.

Le idee di diastratia e diatopia furono introdotte dal linguista norvegese Leiv Flydal (1904-1983) nel 1952 e poi assunte, ridefinite e sistematizzate dal linguista rumeno Eugen Coșeriu, che le integrò con la diafasia. Questi concetti sono mutuati sulla base della diacronia saussuriana. Il concetto di diamesia è stato invece coniato da Alberto Mioni.